# فرنسية إفريقيا

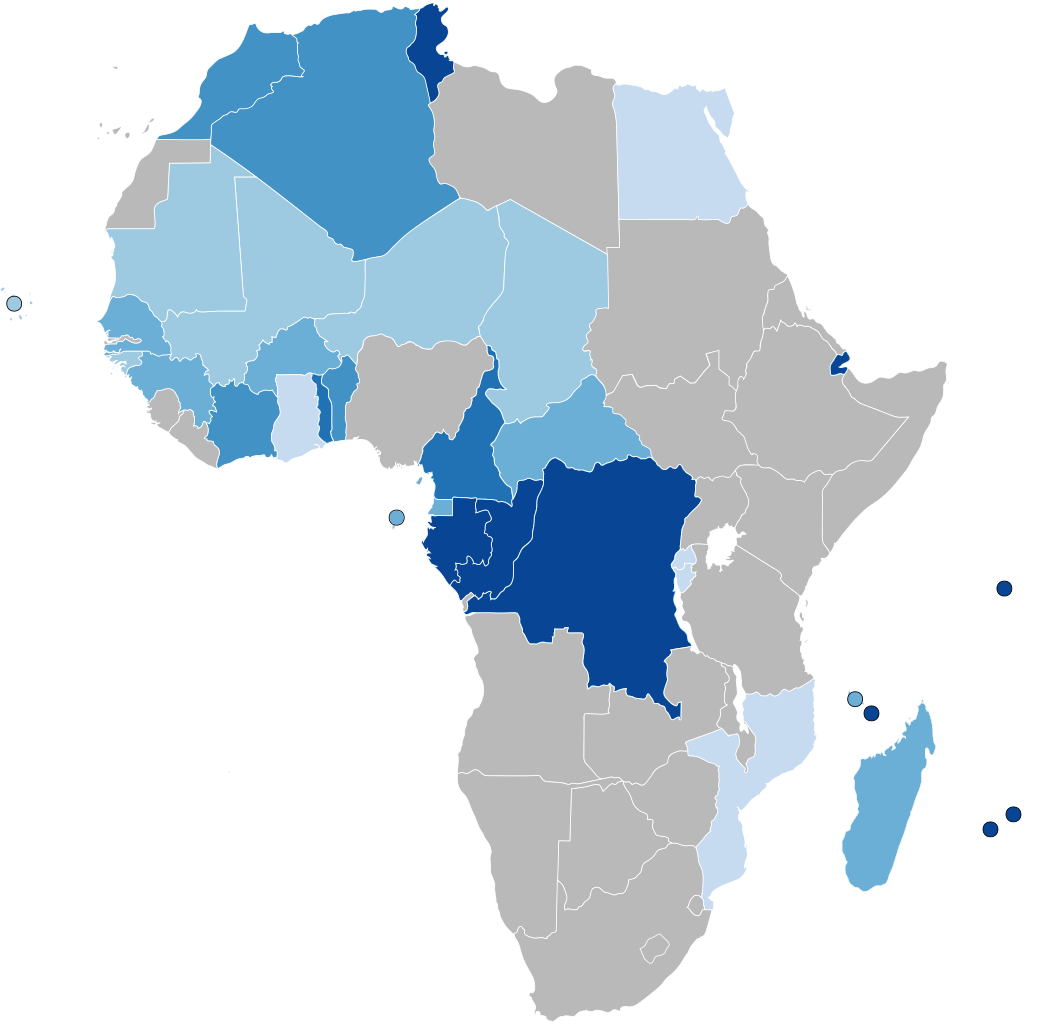
دول إفريقيا حسب نسبة المتحدثين بالفرنسية عام 2018.
0-10%
11-20%
21-30%
31-40%
41-50%
>50%

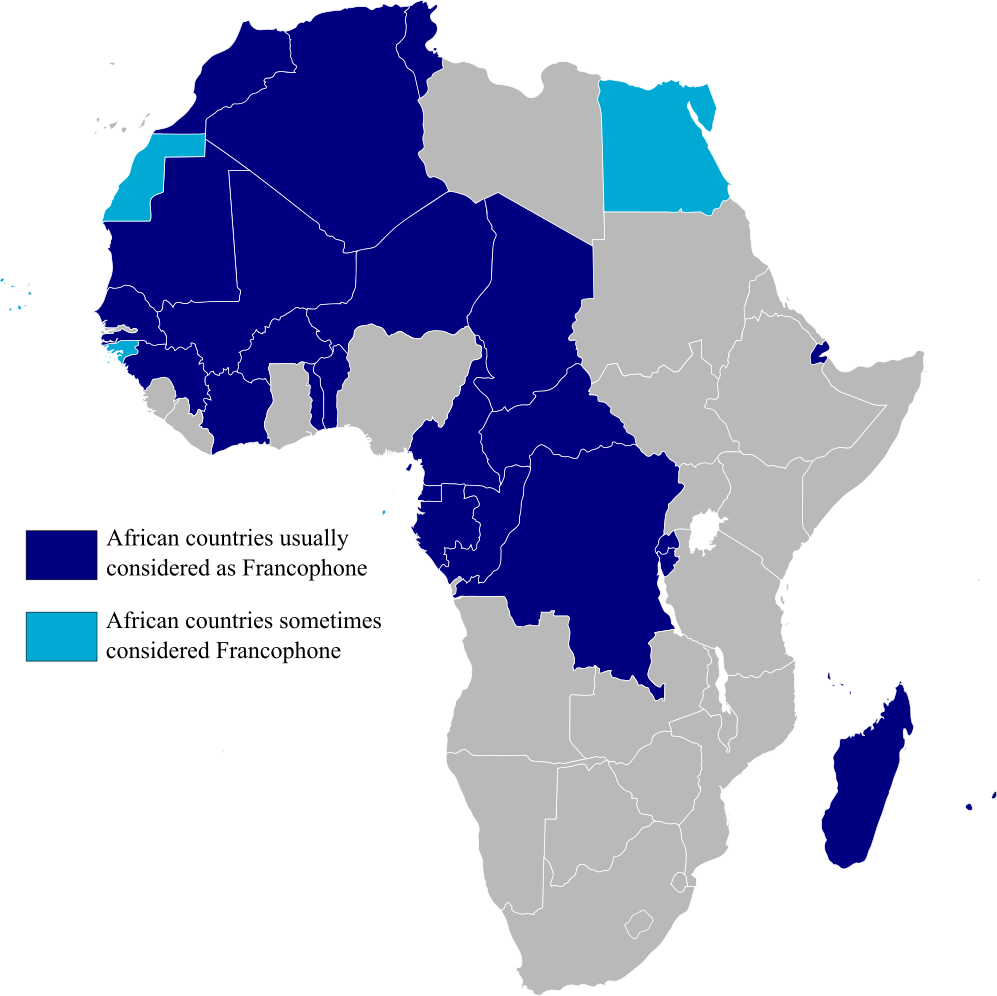
تعتبر عمومًا من الدول الناطقة بالفرنسية.
تعتبر أحيانًا ناطقة بالفرنسية.
دول غير الناطقة بالفرنسية ولكنها انضمت إلى المنظمة افرانكفونية.

تتعايش اللغة الفرنسية في أفريقيا مع العديد من اللغات الوطنية، وأيضًا مع اللغة الإنجليزية والعربية والإسبانية والبرتغالية. تعتمد الديناميكيات اللغوية التي تحدث بين هذه اللغات المختلفة على كل من المتحدثين وأيضًا على خلفيتهم السابقة عن اللغة الفرنسية، وعن اللغات المختلفة في الوجود. تجمع اللغة الفرنسية الأفريقية بين جميع المتغيرات اللغوية واللهجات والمفردات المستعارة التي تم إنشاؤها من اللغة الفرنسية في جميع أنحاء القارة الأفريقية، من المغرب إلى جزر المحيط الهندي ومن مصر إلى جنوب أفريقيا. وتُشير أفريقيا الناطقة بالفرنسية إلى جميع الدول الأفريقية التي تشترك في تحدث اللغة الفرنسية التي يتحدث بها حوالي 140 مليون أفريقي في 31 دولة مختلفة في أفريقيا، ويشمل ذلك أولئك الذين يتحدثون الفرنسية كلغة أولى أو كلغة ثانية، وتمثل البلدان الناطقة بالفرنسية مايقرب نصف البلدان الأفريقية. وفقًا لدراسة أجرتها المنظمة الدولية الفرانكوفونية، ستجمع أفريقيا في عام 2050 حوالي 85٪؜ من الفرنكفونيين في العالم من أصل 715 مليون متحدث، شريطة أن يستمر التعليم في أفريقيا وأن تظل الفرنسية لغة تُدرس هناك.

## إفريقيا و«الفرانكفونية»
ظهر مصطلح «الفرانكوفونية» في نهاية القرن التاسع عشر، لوصف جميع الناس والبلدان التي تستخدم الفرنسية كلغة. في أفريقيا الناطقة بالفرنسية، غالبًا ما تكون اللغة الفرنسية هي لغة التعليم ولغة الإدارة، ولكنها نادرًا ما تكون اللغة الأم. يمكن أن تتعايش عشرات اللغات داخل نفس البلد ولها حالات مختلفة، في هذا السياق يمكن أن تلعب الفرنسية الدور الموحد كلغة للحوار بين الأعراق.

### دعم تعدد اللغات في أفريقيا
يتم أيضًا تدريس اللغة الفرنسية كلغة أجنبية أولى أو ثانية، يمكن تشجيع تعلمها في منطق التكامل الإقليمي والقاري للبلاد، والذي يهدف بالتالي إلى تعزيز التبادلات الاقتصادية والعلاقات الدبلوماسية مع جيرانها. ولكن هذه الآفاق المشجعة لا يمكن تحقيقها بدون دعم غير مسبوق لنظم التعليم في البلدان الأفريقية. وتدعم فرنسا برامج المدارس واللغة الوطنية في أفريقيا التابعة للمنظمة الدولية للفرانكوفونية، يهدف هذا البرنامج إلى تحسين نوعية التعلم من خلال تنفيذ الانتقال التدريجي من التدريس باللغات الوطنية إلى تدريس اللغة الفرنسية، بالإضافة إلى ذلك قام المعهد الفرنسي «مشغل وزارة أوروبا والشؤون الخارجية» بتطوير منصة رقمية للتدريب اللغوي للمعلمين الأفارقة، ويجري اختباره في مالي وجمهورية الكونغو الديمقراطية والمغرب والسنغال. مثلت أفريقيا في بداية عام 2017، 46,000 طالب فقط من إجممالي 350,000 موزعين حول العالم في شبكة المدارس الثانوية الفرنسية، ويوجد ما يقرب من نصف قوة العمل هذه في غرب أفريقيا، حيث يوجد حوضان: داكار في السنغال، وأبيدجان في كوت ديفوار. الطلب القوي من أجل تعلم اللغة الفرنسية المعروف بجودته يمكن أن يوسع الشبكة التعليمية في أفريقيا، والهدف الرئيسي هو مضاعفة عدد الطلاب في شبكة المدارس الفرنسية بحلول عام 2030 في أفريقيا.

### تعزيز اللغة الفرنسية في المنظمات الدولية الإقليمية كلغة عمل
يجرى حاليًا تنفيذ مشاريع تدريب للموظفين المدنيين الدوليين العاملين في المنظمات الإقليمية أو القارية الأفريقية باسم (الاتحاد الأفريقي وجماعة دول شرق أفريقيا). وهي تهدف إلى إدامة مكانة اللغة الفرنسية كلغة ثانية للمنظمات الدولية. تعتمد وزارة أوروبا والشؤون الخارجية على وكالة التنمية الفرنسية كجزء من سياستها الإنمائية، وتمتلك الوزارة أيضا شبكة من 131 دائرة للتعاون والعمل الثقافي، تقوم بتطوير مشاريعها الهيكلية في إطار تعاونها التعليمي واللغوي مع وزارات التعليم المحلية. بالإضافة إلى ذلك، يسمح مغلف صندوق التضامن للمشاريع المبتكرة بدعم المشاريع لمرة واحدة، في عام 2018 استفادت 9 خدمات تعاون وعمل ثقافي في أفريقيا من مظاريف تتراوح بين 100,000 و 500,000 يورو للمشاريع التي تدعم اللغة الفرنسية. وأخيرا، توفر الوزارة للنظم التعليمية الوطنية خبراء تقنيين دوليين لدعم هيكلة السياسات التعليمية. طور المعهد الفرنسي شبكة إجتماعية مهنية تسمح للمهنيين في مجال التعليم من جميع أنحاء العالم، بالتواصل وتبادل الممارسات والتشاور مع الموارد ومشاركة خبراتهم المهنية. انضمت 9 دول أفريقية إلى هذه الشبكة الاجتماعية المهنية منذ عام 2016: بنين ومصر وغانا ومالي والسنغال وتوغو وجنوب أفريقيا والمغرب ونيجيريا، ومن المتوقع أن ينضم 5,000 معلم أفريقي في نهاية 2018 و 15,000 في 2019.

### تفاؤل المنظمة الدولية للفرانكوفونية
يُظهر تقرير صادر عن المنظمة الدولية للفرانكوفونية تزايد عدد المتحدثين بالفرنسية: سيكونون 747 مليونًا في عام 2070، معظمهم في أفريقيا. قال إيمانويل ماكرون نفسه في قمة الفرانكوفونية لعام 2018: «إن مركز اللغة الفرنسية ليس على يمين ولا يسار نهر السين، ولكنه بلا شك في حوض نهر الكونغو». تسعى هذه المنظمة الدولية للفرانكوفونية إلى تعزيز الحوار السلمي والعلاقات السلمية بين البلدان الأعضاء، مع التركيز على القواسم المشتركة بينهما. ومع ذلك، فإن هذه المهمة لها أهمية كبيرة بالنسبة للمنظمة التي يتمثل هدفها في تطوير التعاون بين الدول في المجالات السياسية والاقتصادية والتعليمية.

## استقلال إفريقيا الناطقة بالفرنسية
أربعة عشر إقليمًا من أفريقيا جنوب الصحراء الكبرى الفرنسية، والكونغو البلجيكية والصومال الإيطالية ونيجيريا البريطانية حصلوا على استقلالهم في عام 1960. فقط إثيوبيا وليبيريا وغانا وغينيا من كانت بالفعل دول ذات سيادة، ثم تحررت بقية القارة نفسها من 1961 إلى 1994. لذلك كان عام 1960 نقطة تحول رئيسية لكل من أفريقيا جنوب الصحراء والسياسة الفرنسية. كانت نهاية إمبراطورية استعمارية منقوشة على الخرائط منذ نهاية القرن التاسع عشر ولكن على المستوى الدولي، ومن جانب آخر نظمت الجمعية الثقافية الأفريقية في باريس عام 1956 مؤتمر للمثقفين والفانين الأفارقة. ومع ذلك، في أفريقيا نفسها المطالب متعددة: المزارعون والعمال والمثقفون والمساعدون الإداريون يشتكون من العوائق الاجتماعية، لكن الحرب العالمية الثانية سلطت الضوء أيضًا على العامل السياسي: مساهمة أفريقيا جنوب الصحراء في تحرير فرنسا،  استبعدت عنصرية استعمارية معينة، وأيقظت بين المستعمرين الوعي بحقوقهم. وقد أخذ مؤتمر برازافيل الذي ترأسه الجنرال ديغول في كانون الثاني / يناير 1944 هذا التطور في الاعتبار، لكنه لا يزال يستبعد أي شكل من أشكال الحكم الذاتي. وفي عام 1946 ألغي قانون «السكان الأصليين» كانت المواطنة واسعة الانتشار، لكن دستور الجمهورية الرابعة، الذي أعاد تعريف «الاتحاد الفرنسي» في أكتوبر 1946، حافظ على نظام انتخابي للمستعمرين.

## الدول الأفريقية في المنظمة الدولية للفرانكوفونية
- 🇩🇿 الجزائر
- 🇧🇯 بنين
- 🇧🇫 بوركينا فاسو
- 🇨🇲 الكاميرون
- 🇨🇮 كوت ديفوار
- 🇬🇳 غينيا

- 🇲🇬 مدغشقر
- 🇨🇩 جمهورية الكونغو الديموقراطية
- 🇹🇳 تونس

- 🇨🇻 الرأس الأخضر
- 🇪🇬 مصر
- 🇬🇲 غامبيا
- 🇬🇭 غانا
- 🇬🇼 غينيا بيساو
- 🇲🇿 موزمبيق
- ساو تومي و برينسيب

## النطق
يمكن أن يكون النطق في العديد من أنواع الفرنسية الأفريقية متنوعًا تمامًا. ومع ذلك، هناك بعض الاتجاهات بين الناطقين بالفرنسية الأفارقة. على سبيل المثال، يميل الحرف R إلى النطق على أنه الزخرفة السنخية التاريخية الفرنسية قبل القرن العشرين بدلاً من المعيار الحالي uvular trill أو "guttural R. صوت حلقي احتكاكي، الصوت الذي يمثله {{رمز لغة|ar | ⟨ غ⟩} في الكلمة العربية مغرب [[[المغرب العربي|Ma]]] خطأ: {{لغة}}: عدم تطابق بين نص غير لاتيني (في الموضع 3: ا) والوسم الفرعي للخط اللاتيني (مساعدة)